# رتيان
رتيان بلدة تابعة لمحافظة حلب في سوريا. تقع البلدة على بعد حوالي 15 كم شمال غرب حلب شرق الطريق الدولية المؤدية إلى تركيا وتتبع إداريا إلى منطقة جبل سمعان.